# Desingy
Desingy – miejscowość i gmina we Francji, w regionie Owernia-Rodan-Alpy, w departamencie Górna Sabaudia.
Według danych na rok 1990 gminę zamieszkiwały 512 osoby, a gęstość zaludnienia wynosiła 27 osób/km² (wśród 2880 gmin regionu Rodan-Alpy Desingy plasuje się na 1135. miejscu pod względem liczby ludności, natomiast pod względem powierzchni na miejscu 546.).